# Фонсека, Жорже Карлуш
Жорже Карлуш ди Алмейда Фонсека (порт. Jorge Carlos de Almeida Fonseca; род. 29 октября 1950) — юрист, профессор университета, политик Кабо-Верде. Президент Кабо-Верде с 9 сентября 2011 по 9 ноября 2021 года. Выиграл президентские выборы в Кабо-Верде в 2011 году, получив в первом туре 37,4 % голосов, а во втором — 54,2 %. На выборах был поддержан оппозиционным «Движением за демократию». В 2016 году переизбран на второй срок.

## Биография
Жорже Фонсека получил высшее образование в Лиссабоне, закончив со степенью магистра юридический факультет Лиссабонского университета.
— Помощник стажёр, помощник, ассистент высшей юридический факультет Лиссабонского Университета (1982—1990); 

— Научный сотрудник Института зарубежного и международного уголовного права имени Макса Планка (Max-Planck Institut für ausländishes und internationales Strafrecht) (1986); 

— Профессор права и уголовного процесса в институте судебной медицины в Лиссабоне (1987); 

— Профессор и директор резидент курса в области права и государственного управления в Университете Восточной Азии — Макао, 1988—1990; 

— Генеральный директор по вопросам иммиграции и консульской службы МИД Кабо-Верде (1975—1977); 

— Генеральный секретарь МИД Кабо-Верде (1977—1979); 

— Министр иностранных дел Республики Кабо-Верде (1991—1993); 

— Адвокат и юрисконсульт в Кабо-Верде (с 1993); 

— Доцент и председатель ISCJS, факультет права и социальных наук, 2006 по 9 сентября 2011; 

— Председатель совета «Право и справедливость» Фонда с момента его создания до 9 сентября 2011; 

— Основатель и директор журнала «Право и гражданстве», издаётся с июля 1997 года; 

— Постоянный автор журнала португальского уголовного права; 

— Член редакционной коллегии журнала экономики и права в университете Лиссабона; 

— Президент Республики Кабо-Верде, избран 21 августа 2011 года и приведён к присяге на 9 сентября 2011 года. 

— Поэт с двумя изданных книг и десятков статей в журналах и сборниках, Кабо-Верде и за рубежом. 

— Автор десятка книг и более пятидесяти опубликованных работ в области права в Кабо-Верде и за рубежом

## Награды
- Кавалер Большого креста ордена Льва (Сенегал, 2014)[4]
- Кавалер ордена Золотого льва Нассау (Люксембург, 2015)[5]